# ジーン・クーパー
ジーン・クーパー（Jeanne Cooper、1928年10月25日 - 2013年5月8日）は、アメリカ合衆国の女優。

## 出演作品
- レディオ・オブ・ザ・デッド
- ベイビーバンク
- ふたりだけの森
- カンサス・シティの爆弾娘
- 絞殺魔
- 栄光の野郎ども
- 赤い野獣
- 西十三番街
- 俺の墓標は立てるな
- ごろつき酒場
- 牧場荒し